# パディントン (競走馬)
パディントン（Paddington、2020年4月2日 - ）は、イギリス生産・アイルランド調教の競走馬。主な勝ち鞍は2023年のアイリッシュ2000ギニー、セントジェームズパレスステークス、エクリプスステークス、サセックスステークス。

## 概要

### 2歳（2022年）
9月2日アスコット競馬場の未勝利戦でライアン・ムーアを鞍上に迎えてデビューして5着。続く10月13日カラ競馬場の未勝利戦でシーミー・ヘファナン鞍上で初勝利を挙げた。

### 3歳（2023年）
3月26日ネース競馬場のハンデ戦でムーア騎手を背に始動して連勝。5月1日のテトラークステークス(L)もヘファナン騎手を鞍上に勝利して3連勝とした。
5月27日のアイリッシュ2000ギニー(G1)はムーア騎手を鞍上に2番人気で出走。発馬で1馬身ほど遅れを取るも内枠3番を利して位置を上げて2番手追走。残り3ハロンを切った辺りで各馬が動き出し始め、逃げたハイロイヤルを捩じ伏せて抜け出すと追撃したカイロに2馬身半差を付ける快勝。4連勝でG1初制覇を果たした。
6月21日のセントジェームズパレスステークス(G1)ではシャルディーンに次ぐ2番人気で出走。レースはシャルディーンが逃げて、パディントンは一時好位を取るも途中で5番手に下げて、最終コーナーで3番手に上がってシャルディーンを射程圏に入れた。直線に入って残り2ハロンからシャルディーンが突き放しにかかるも、それを上回る脚勢を発揮して3馬身3/4差の完勝を収めて5連勝とした。
その後は距離を伸ばして7月9日のエクリプスステークス(G1）に1番人気で出走。ウエストウインドブローズが逃げてパディントンが2番手、その後ろをエミリーアップジョン、ドバイオナーという順で隊列が組まれた。各馬それぞれ1馬身半から2馬身の間隔を崩さすに直線を迎えて各馬の鞍上が動き始めた。ムーア騎手が軽く仕掛けるとパディントン残り2ハロン地点で先頭に立ち、エミリーアップジョンが懸命に食い下がりパディントンをとらえかねない脚の勢いであったが、もう一伸びしてエミリーアップジョンの接近を許さず半馬身差の保って優勝。G1・3連勝を含む6連勝とした。
8月2日に行われたサセックスステークス（G1）では好スタートからハナを奪うと、残り2ハロン付近で後続を突き離し最後はファクトゥールシュヴァルに1馬身半差をつけ快勝、G1競走4勝目を挙げた。
8月23日のインターナショナルステークス（G1）では道中2番手追走から直線で脚を伸ばすも、逃げるモスターダフをとらえることができず、また後方から追い込んできたナシュワにもかわされて3着に敗れ、連勝は7でストップした。
その後、10月21日のクイーンエリザベス2世ステークス（G1）で巻き返しを図るも、レースでは好位追走から直線で伸び切れず9着に沈んだ。この後、11月4日に行わるブリーダーズカップ・マイルに出走予定であったが、体調不良のため現役を引退することになった。引退後の2024年よりクールモアスタッドで種牡馬となる。

## 種牡馬時代
2024年からアイルランドのクールモアスタッドで種牡馬入りした。
同年よりニュージーランドのウィンザーパークスタッドにてシャトル種牡馬として供用される。

## 血統表
| パディントンの血統        | パディントンの血統                                                                          | パディントンの血統                                                                          | （血統表の出典）                                                                            | （血統表の出典）   |
| 父系                      | ヌレイエフ系                                                                                | ヌレイエフ系                                                                                | ヌレイエフ系                                                                                |                    |
| 父 Siyouni 鹿毛 2007      | 父の父Pivotal 栗毛 1993                                                                     | Polar Falcon                                                                                | Nureyev                                                                                     | Nureyev            |
| 父 Siyouni 鹿毛 2007      | 父の父Pivotal 栗毛 1993                                                                     | Polar Falcon                                                                                | Marie d'Argonne                                                                             |                    |
| 父 Siyouni 鹿毛 2007      | 父の父Pivotal 栗毛 1993                                                                     | Fearless Revival                                                                            | Cozzene                                                                                     | Cozzene            |
| 父 Siyouni 鹿毛 2007      | 父の父Pivotal 栗毛 1993                                                                     | Fearless Revival                                                                            | Stufida                                                                                     |                    |
| 父 Siyouni 鹿毛 2007      | 父の母Sichilla 鹿毛 2002                                                                    | Danehill                                                                                    | Danzig                                                                                      | Danzig             |
| 父 Siyouni 鹿毛 2007      | 父の母Sichilla 鹿毛 2002                                                                    | Danehill                                                                                    | Razyana                                                                                     |                    |
| 父 Siyouni 鹿毛 2007      | 父の母Sichilla 鹿毛 2002                                                                    | Slipstream Quee                                                                             | Conquistador Cielo                                                                          | Conquistador Cielo |
| 父 Siyouni 鹿毛 2007      | 父の母Sichilla 鹿毛 2002                                                                    | Slipstream Quee                                                                             | Country Queen                                                                               |                    |
| 母 Modern Eagle 鹿毛 2010 | 母の父Montjeu 鹿毛 1996                                                                     | Sadler's Wells                                                                              | Northern Dancer                                                                             | Northern Dancer    |
| 母 Modern Eagle 鹿毛 2010 | 母の父Montjeu 鹿毛 1996                                                                     | Sadler's Wells                                                                              | Fairy Bridge                                                                                |                    |
| 母 Modern Eagle 鹿毛 2010 | 母の父Montjeu 鹿毛 1996                                                                     | Floripedes                                                                                  | Top Ville                                                                                   | Top Ville          |
| 母 Modern Eagle 鹿毛 2010 | 母の父Montjeu 鹿毛 1996                                                                     | Floripedes                                                                                  | Toute Cy                                                                                    |                    |
| 母 Modern Eagle 鹿毛 2010 | 母の母Millionaia 鹿毛 2001                                                                  | Peintre Celebre                                                                             | Nureyev                                                                                     | Nureyev            |
| 母 Modern Eagle 鹿毛 2010 | 母の母Millionaia 鹿毛 2001                                                                  | Peintre Celebre                                                                             | Peinture Bleue                                                                              |                    |
| 母 Modern Eagle 鹿毛 2010 | 母の母Millionaia 鹿毛 2001                                                                  | Moonlight Dance                                                                             | Alysheba                                                                                    | Alysheba           |
| 母 Modern Eagle 鹿毛 2010 | 母の母Millionaia 鹿毛 2001                                                                  | Moonlight Dance                                                                             | Madelia                                                                                     |                    |
| 母系(F-No.)               | Hilarity(FN:1-p)                                                                            | Hilarity(FN:1-p)                                                                            | Hilarity(FN:1-p)                                                                            |                    |
| 5代内の近親交配           | Northern Dancer：S5×S5×M4×M5, Nureyev：S4×M4, Special：S5×M5×M5, Alydar：M5×M5, Caro：S5×M5 | Northern Dancer：S5×S5×M4×M5, Nureyev：S4×M4, Special：S5×M5×M5, Alydar：M5×M5, Caro：S5×M5 | Northern Dancer：S5×S5×M4×M5, Nureyev：S4×M4, Special：S5×M5×M5, Alydar：M5×M5, Caro：S5×M5 |                    |